# Водоспад Томс-Крік
Водоспад Томскрік (англ. Tom’s Creek Falls)
 — водоспад біля міста Маріон у гірській системі Аппалачі штату Північна Кароліна США.

## Опис
Водоспад Томскрік знаходиться на території Національного Парку, який займає близько 500 000 гектарів землі у Північній Кароліні.